# Vincze Melinda
Vincze Melinda (Kiskőrös, 1983. november 12. –) kézilabdajátékos, a DKKA bal szélén játszik.

## Eredmények
- Ifjúsági Eb 3. hely
- Junior Eb 2. hely
- VB. 2. hely
- Eb 3. hely
- Magyar bajnok
- Magyar Kupa győztes

Válogatottság 35-szörös ifjúsági és junior